# Polsat Viasat
Polsat Viasat ist ein polnischer Sendebetreiber. Die Firma startete am 1. November 2003 in Polen und hat vier Sender (Polsat Explorer, Polsat Historia, Polsat Natura und Epic Drama), früher gehörten zwei weitere Sender (TV1000 und Spice) dazu.

## Polsat Explorer

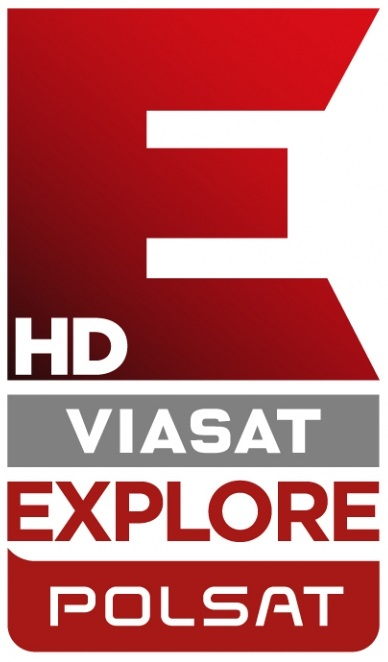

Polsat Explorer (früher Viasat Explorer) ist der erste Sender Viasats in Polen. Er begann am 1. November 2003 und berichtet über Technologie-, Angel-, Jagd- und Extremsportthemen. In den Jahren 2004–2013 teilte er sich den Sendeplatz mit Spice.

## Polsat Historia

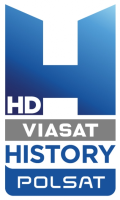

Polsat Historia (früher Viasat History) startete am 1. September 2004 und informiert über das Thema Geschichte. Seit Ende 2018 ist Polsat Historia in DVB-T statt 4Fun TV und 4Fun Dance empfangbar. Früher existierte eine zweite Version des Senders, der mit Viasat Nature den Sendeplatz geteilt hat: Viasat Nature & Viasat History, doch dieser Kanal wurde eingestellt.

## Polsat Natura

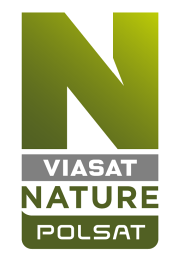

Polsat Natura ging am 5. Mai 2010 auf Sendung und widmet sich besonders Dokumentationen über die Tierwelt. Seit der Mitte des Jahres 2018 ist Polsat Natura nur in HD empfangbar.

## Epic Drama

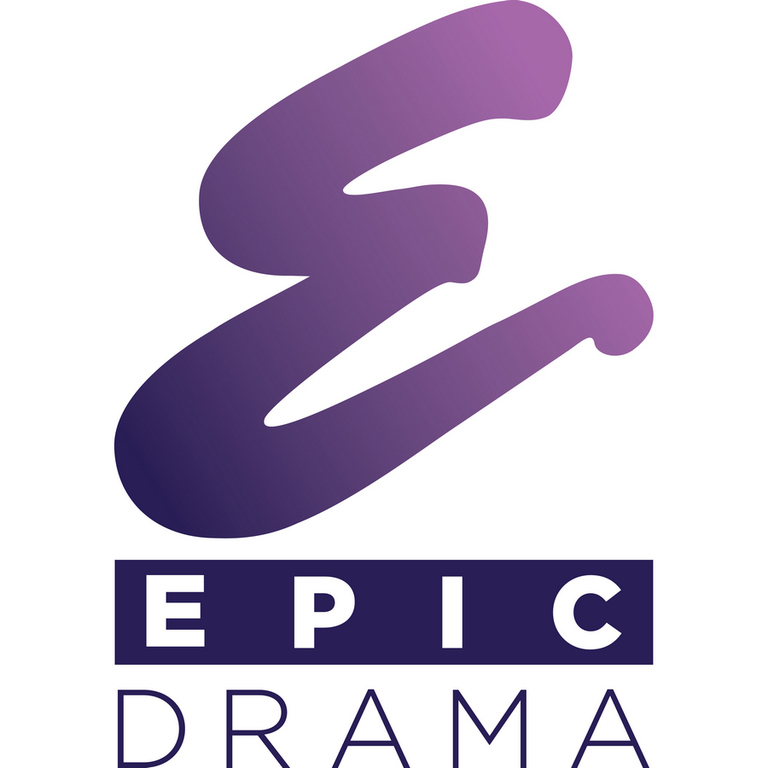

Epic Drama ist ein Kostüm-Dramaserienkanal. Er startete am 14. Dezember 2017 und ist somit der vierte und der neueste Kanal von Viasat in Polen. Seit Ende 2018 ist Epic Drama über DVB-T frei empfangbar.